# Cruel to Be Kind
«Cruel to Be Kind» es una canción del músico británico Nick Lowe. Fue publicada el 17 de agosto de 1979 como el segundo sencillo de su segundo álbum de estudio Labour of Lust.

## Escritura y temática
«Cruel to Be Kind» fue escrita originalmente por Nick Lowe e Ian Gomm mientras estaban en Brinsley Schwarz, y se grabó como un demo durante este período. Lowe declaró: “Yo escribí eso cuando estaba con una banda, Brinsley Schwarz, con la que estuve desde principios de los años 1970 hasta mediados de los años 1970. [...] Lo grabamos en una demostración, nunca llegó. y cuando firmé con Columbia Records, el hombre de A&R [Gregg Geller] me sugirió que lo grabara de nuevo. Y no pensé que haría nada, pero me molestaba para que lo hiciera”. Lowe grabó la canción con su banda Rockpile; él recordó: “Dije: ‘Chicos, lo siento, tengo esta canción que me dijeron que tenemos que grabar, y dice así’. Se quejaron un poco al respecto”.

## Composición y arreglos
La canción fue compuesta en un compás de 4
4 con un tempo de 135 pulsaciones por minuto y está escrita en la tonalidad de do mayor. Las voces van desde E4 a F5. «Cruel to Be Kind» ha sido descrita como una “obra maestra del power pop”. Musicalmente, la canción estaba originalmente más cerca de un estilo soul. Lowe dijo más tarde: “Inicialmente... La inspiración fue una canción que me encantaba de Harold Melvin & the Blue Notes llamada «The Love I Lost», y la línea de bajo era la misma... Nos encantaba ese material disco de Filadelfia de los años 1970, The O'Jays, todas esas cosas, nos encantaba eso... Realmente no puedo recordar mucho acerca de grabarlo. Era solo otra canción que hicimos, ya sabes, y se la envié a Nueva York a Gregg y le dije: Uhh, ¿esto servirá?”.

## Recepción de la crítica
Un escritor no especificado de la revista Cash Box escribió: “Este melodioso retroceso a la música pop de la era de los años 1960 está manejado con gusto e imaginación por Lowe y su grupo de apoyo, Rockpile. La producción de estilo elegante proporciona el escenario perfecto para los alegres coros, armonías y pandereta”. El contribuidor de Singersroom, Jared Parker, colocó «Cruel to Be Kind» en el segundo lugar de su lista de las 10 mejores canciones de Nick Lowe de todos los tiempos, elogiando su melodía “pegadiza”, estribillo “contagioso”, y producción “pulida y firme”.

## Posicionamiento

### Gráfica semanal
| Gráfica (1979)                     | Pico de posición |
| ---------------------------------- | ---------------- |
| Australia (Kent Music Report)      | 12               |
| Canadá (RPM Top Singles)           | 12               |
| Estados Unidos (Billboard Hot 100) | 12               |
| Estados Unidos (Cashbox Top 100)   | 12               |
| Irlanda (Irish Singles Chart)      | 19               |
| Nueva Zelanda (Recorded Music NZ)  | 34               |
| Reino Unido (UK Singles Chart)     | 12               |

### Gráfica de fin de año
| Gráfica (1979)                   | Pico de posición |
| -------------------------------- | ---------------- |
| Australia (Kent Music Report)    | 86               |
| Canadá (RPM Top Singles)         | 90               |
| Estados Unidos (Cashbox Top 100) | 93               |